# Máximo Soto Hall
Máximo Soto Hall (Antigua Guatemala, Guatemala, 5 de julio de 1871-Santa Fe, Argentina, 31 de diciembre de 1943) fue un escritor y diplomático guatemalteco graduado en el Instituto Nacional Central para Varones en Guatemala. Proveniente de familias con gran influencia económica y política en Guatemala y en Honduras, fue uno de los escritores de más renombre en Guatemala a finales del siglo xix y uno de los personajes políticos y diplomáticos más influyentes durante el gobierno de licenciado Manuel Estrada Cabrera.

## Biografía

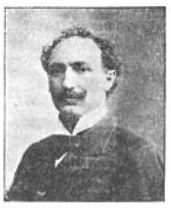
Soto Hall en 1907.

Máximo Soto Hall provenía de una acaudalada familia de empresarios, profesionales, políticos e intelectuales. En 1857, la familia Soto Martínez se había mudado a Guatemala, a donde el padre de Máximo Soto Hall había sido enviado calidad de Ministro Plenipotenciario de Honduras. Soto Hall era hermano por parte de padre de Marco Aurelio Soto Martínez, quien fue Ministro de Educación y Relaciones Exteriones en Guatemala y luego presidente de la República de Honduras, primo de Ramón Rosa Soto, quien alternaba las carteras de Educación y Relaciones Exteriores en Guatemala con Soto Martínez y luego fue Ministro General de Gobierno en Honduras, y primo también de la intelectural guatemalteca Elisa Hall de Asturias. Su padre, por su parte, fue un médico y abogado hondureño con fuertes intereses en minería y en el comercio al por mayor en Tegucigalpa, y también fue el fundador de la Universidad de Honduras y candidato a la presidencia de ese país centroamericano.[cita requerida]
Soto Hall nació como hijo póstumo, pues su padre falleció seis meses antes del parto; creció y se educó en Guatemala ya que su madre, Guadalupe Hall Lara era hija de William Hall, socio de la casa comercial «Hall, Meany & Bennet», establecida en Guatemala en 1826 y vicecónsul de la Gran Bretaña en ese país centroamericano. La madre de Soto Hall fue muy estricta con la educación de sus hijos y le gustaba mucho la lectura; en su residencia se reunían los personajes más ilustres de Guatemala.[cita requerida]
De niño le tocó presenciar un fusilamiento, aunque su madre trató de evitarlo. Asistió al colegio El Cosmopolita y visitó San Francisco, California. A su regreso a Guatemala, murió su madre y los deja huérfanos antes de los 14 años. A pesar de ello, Soto Hall creció con una buena educación formal y ambiental. El entonces presidente de Guatemala, general Justo Rufino Barrios, era amigo de su padre y le regaló un caballo inglés Shetland con el que el joven solía pasearse al lado de un viejo héroe nicaragüense que le contaba las más variadas historias.[cita requerida]
La carrera política e intelectual de Soto Hall empezó en 1890, cuando Soto Hall sólo tenía diecinueve años y acababa de graduarse del Instituto Nacional Central para Varones.[cita requerida] Por ese entonces, el poeta nicaragüense Rubén Darío -que entonces vivía en Guatemala- le dedicó un soneto en que lo calificó de bohemio humano y pensador divino. y publicó su primer poemario, titulado Para ellas. En 1892, a los veinte años, fue designado secretario de la legación de Guatemala en Madrid. Soto Hall estuvo en Europa durante casi tres años y visitó Italia, Inglaterra y Francia; en esta última vivía Marco Auterio Soto en el exilio, luego de su derrocamiento en 1883. Entre 1893 y 1894 publicó el libro de cuentos Dijes y bronces, la novela El ideal en Madrid, y el tomo de poesía Poemas y rimas en París. En España aprendió el arte de la oratoria, y a su regreso a Guatemala sabía dominar a los auditorios y distinguir a los públicos y se hizo acreedor a una merecida fama de orador y declamador.
En 1896 se trasladó a Costa Rica, en donde estuvo en el círculo de colaboradores del presidente Rafael Iglesias. Por ese tiempo conoció a su primera esposa, Julia Bonilla, con quien tuvo un hijo y entabló una profunda amistad con el entonces ministro de Gobernación y Justicia de Guatemala, licenciado Manuel Estrada Cabrera, quien llegó a Costa Rica enviado por el presidente guatemalteco José María Reyna Barrios tras haber permitido el fusilamiento de los cabecillas de la Revolución quetzalteca 1897.
Soto Hall se afanó en favorecer su integración a la cultura oficial: en 1897 publicó A Costa Rica, un texto que posteriormente fue incluido en el principal libro de texto escolar editado en Costa Rica a principios del siglo xx: El lector costarricense. También fue director de la Biblioteca Nacional de Costa Rica de 1899 a 1902.
En Guatemala, fue colaborador de La Idea Liberal, periódico de intelectuales liberales en donde compartió con Rubén Darío, Enrique Gómez Carrillo, Rafael Spínola y Juan Manuel Mendoza, entre otros, y en el que se trabajó para conseguir la elección del presidente interino, Manuel Estrada Cabrera. Mendoza lo describe así: «Máximo Soto Hall, sabía introducirse con genialidad propia en las complicadas variaciones del ritmo, impugnando el criterio de Enrique Gómez Carrillo [en las discusiones de La Idea Liberal], y hacía una semblanza al minuto de Calderón de la Barca, o una reminiscencia acerca de Garcilaso de la Vega, o un retrato de Fray Luis de León. [...] Y en seguida nos daba Soto Hall una especie de conferencia, recorriendo, con ágil memoria y feliz expresión, todas las alturas de los genios literarios, desde el siglo XVI a nuestros días. »
La vinculación con el gobierno costarricense de finales del siglo xix fue ventajosa a corto, pero no a largo plazo para Soto Hall: los intelectuales que definieron la cultura costarricense entre 1899 y 1950 acogieron con indiferencia su producción literaria y no lo mencionan entre los guatemaltecos que aportaron al desenvolvimiento educacional de Costa Rica.

## Gobierno de Manuel Estrada Cabrera

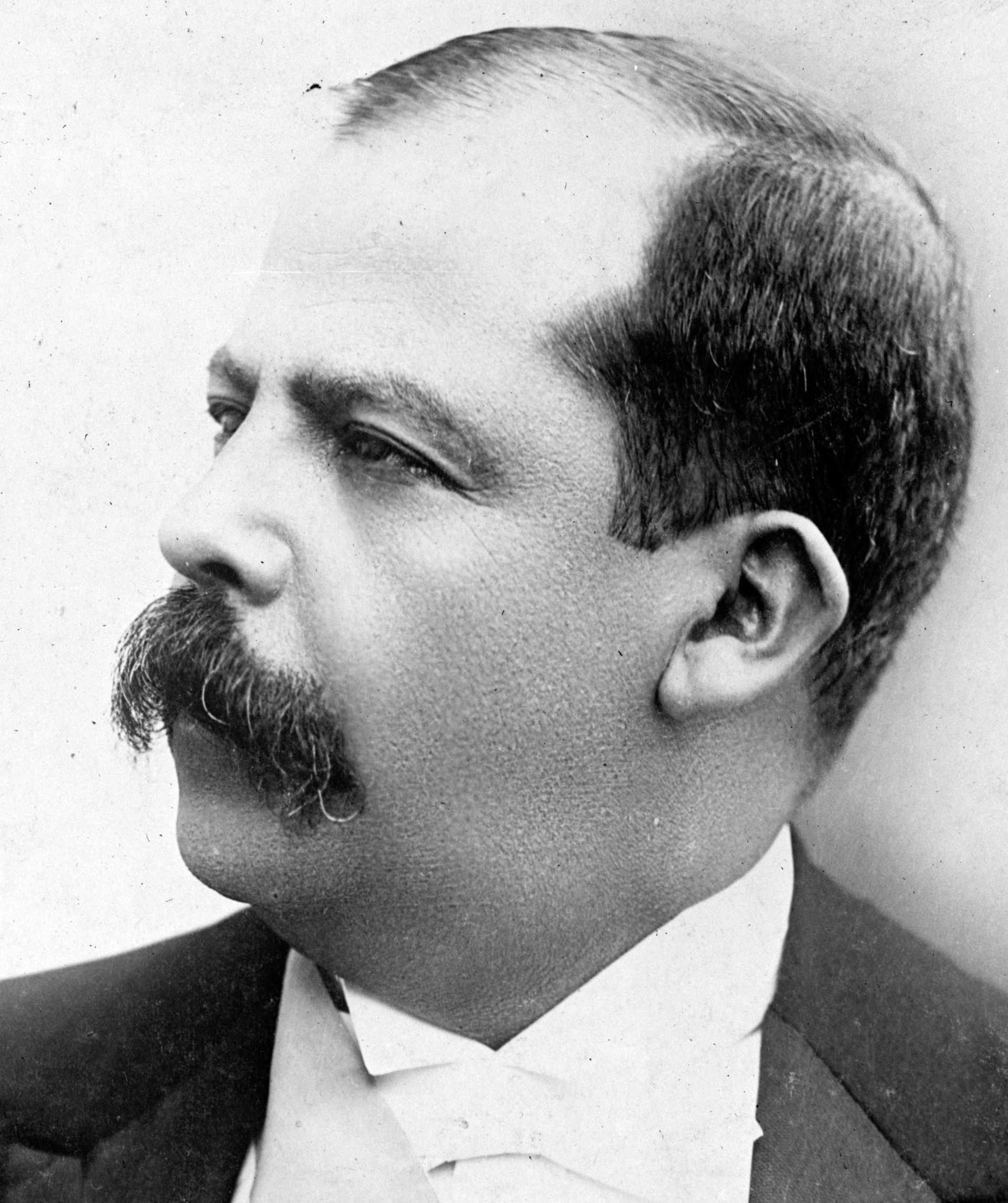
Licenciado Manuel Estrada Cabrera. Gobernó a Guatemala durante veintidós años y Máximo Soto Hall fue uno de sus máximos colaboradores.

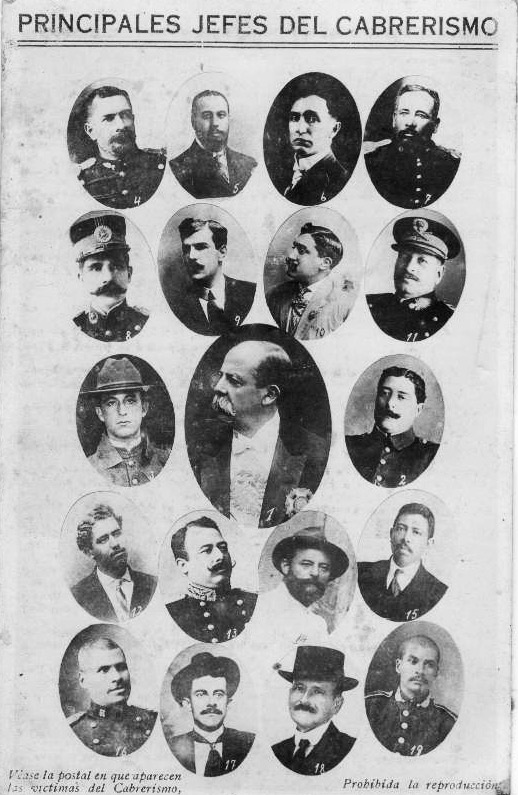
Postal que circuló en Guatemala luego de la caída de Manuel Estrada Cabrera y en la que aparece Soto Hall por haber sido el director del periódico oficial El Guatemalteco. Soto Hall es el retrato número seis.

En febrero de 1898, murió asesinado el general Reyna Barrios en la Ciudad de Guatemala, y el licenciado Estrada Cabrera asumió el poder como presidente interino, ya que él era el primer designado a la presidencia en este tiempo.
De regreso a Guatemala después de un viaje a los Estados Unidos, Soto Hall conoció a Amy Niles, hija de un matrimonio norteamericano radicado en Guatemala y se casó con ella, pues ya se había divorciado de su primera esposa. El presidente Estrada Cabrera lo nombró Ministro Plenipotenciario en Costa Rica, El Salvador, Honduras, Panamá y Venezuela. Así inicia una larga carrera diplomática. La permanencia fue en Costa Rica pero viajó por varios países, entre ellos Estados Unidos; vivió durante varios años en Costa Rica y ejerció mucha influencia en los primeros años del siglo xx, en el ambiente cultural de ese país, en donde formó parte del llamado grupo europeísta o del Olimpo.
En 1915 fue postulado para presidente de Honduras, pero los liberales de ese país se opusieron tachándolo de «guatemalteco trapisondista», esto es, «guatemalteco» alborotador. Ese mismo año se enteró de que en Nueva York residía el poeta nicaragüense Rubén Darío, quien había salido de Europa el 24 de octubre de 1914 y llegado a esa ciudad estadounidense tratando de hacer una gira americana en pro de la paz para detener la Primera Guerra Mundial, pero quien no había tenido suerte y estaba pasando penurias. Mientras el embajador de Guatemala en los Estados Unidos Joaquín Méndez le escribió al presidente Estrada Cabrera reportándole el lamentable y desesperado estado de Darío; Soto Hall viajó a Guatemala para hablar personalmente con el presidente sobre el asunto. Estrada Cabrera respondió positivamente al cabo de unos meses y dio órdenes para que el cónsul de Guatemala en Nueva York embarcara al poeta nicaragüense rumbo a Guatemala, a donde llegó Darío el 20 de abril de 1915. Darío estuvo varios meses en Guatemala, viviendo muy bien gracias a la hospitalidad del presidente guatemalteco, pero decidió regresar a Nicaragua cuando las consideró que las exigencias del presidente se hicieron excesivas.
Cuando Manuel Estrada Cabrera fue derrocado en abril de 1920, Soto Hall se encontraba en Washington D. C. y permaneció en el exilio hasta 1926, pasando algún tiempo en Venezuela, Argentina y Uruguay. En 1926 regresó por corto tiempo a Guatemala, para incorporarse a la Sociedad de Geografía e Historia de ese país. Mientras tanto, en Guatemala, se publicó una postal con los retratos y nombres de los que se consideraba como principales jefes del Cabrerismo, y Soto Hall fue incluido en ella con esta descripción: «¡Inspirado vate, que cantó con ardiente entusiasmo las proezas del cabrerismo!!»

## Obras
Durante el tiempo en que desempeñó el cargo diplomático plenipotenciario en Costa Rica del gobierno guatemalteco, mostró grandes dotes de escritor. Gustaba de la poesía y la escribía, la historia y la política. Fue un liberal que viajó por muchos países en representación de su patria. Ocupó puestos diplomáticos en Costa Rica, Venezuela, Honduras, El Salvador, y Argentina. Fue ideólogo y un fiel representante de la diplomacia guatemalteca del presidente Manuel Estrada Cabrera, cuya presidencia se caracterizó por otorgar generosas concesiones a inversionistas estadounidenses en Guatemala, especialmente la United Fruit Company y sus subsidierias International Railways of Central America y Great White Fleet.
Colaboró significativamente con escritos en el Repertorio Americano. Desde Argentina mandaba sus trabajos para que fueran publicados en esta revista. Sus ensayos giran alrededor de figuras destacadas de Latinoamérica, tales como Sandino, Juan Santamaría, Tomás de Acosta, Juan de Dios de Ayala, José Cecilio del Valle, José María Castro Madriz, Juan Rafael Mora, José María Gutiérrez, para citar sólo algunos. Sus obras estuvieron influidas por muchas tradiciones literarias entre ellas el Modernismo y la novela histórica. Además escribió poesía y tratados sociológicos.[cita requerida]
También colaboró ampliamente con las Fiestas Minervalias del gobierno de Manuel Estrada Cabrera, escribiendo para los Albumes de Minerva e incluso fue el autor de la letra del Himno a Minerva que compuso Luis F. Arias en 1907.
Luego de la caída de Estrada Cabrera en 1920 y de su exilio, empezó a escribir obras anti-imperialistas para alejarse de la reputación de haber sido el ideólogo del régimen cabrerista. Incluso, rechazó una invitación que le hizo el presidente guatemalteco Jorge Ubico Castañeda aduciendo que la línea dura del régimen de éste no era de su agrado.

### Periodismo
Fue fundador del periódico "El diario de Costa Rica", en 1885, en compañía del intelectual salvadoreño Alberto Masferrer y fue redactor en la revista Pinceladas, junto con Rafael Ángel Troyo, en 1898.[cita requerida] En Guatemala, durante el gobierno del licenciado Manuel Estrada Cabrera, fue el editor del periódico oficial El Guatemalteco y también editó el Libro Azul de Guatemala en 1915.

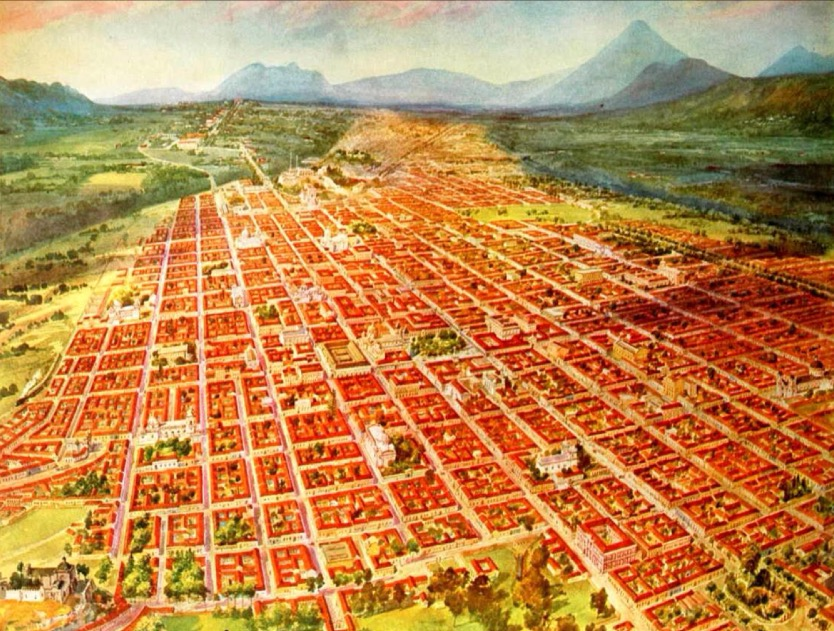
Ciudad de Guatemala «a vista de pájaro». Libro Azul, 1915.
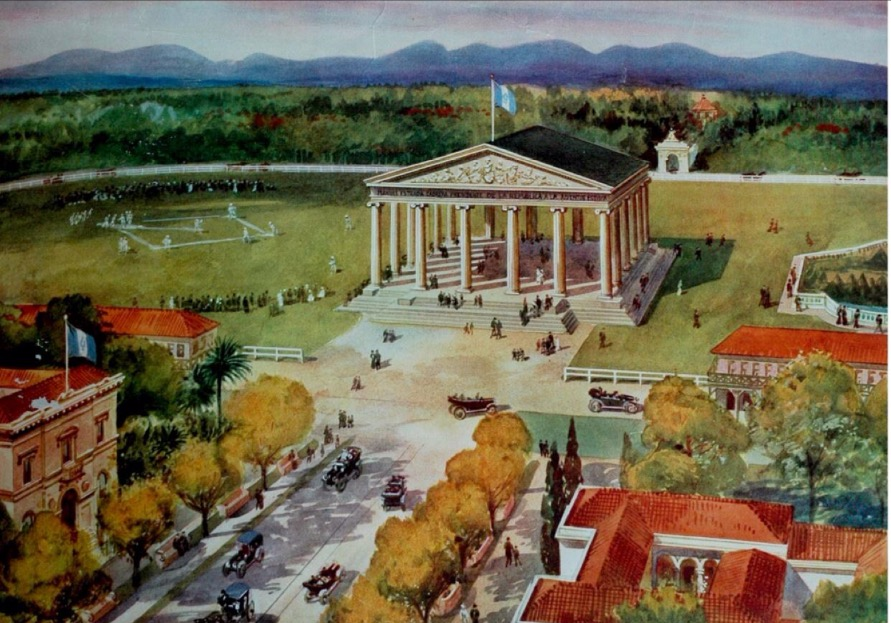
Templo de Minerva en Ciudad de Guatemala. Libro Azul, 1915.

### Novelas
- El ideal
- El problema, 1899: novela que trata sobre la presencia e influencia de los Estados Unidos en Centro América.[18]
- Catalina
- Herodías
- La sombra de la Casa Blanca: novela que versa sobre el río San Juan como tránsito interoceánico y su impacto en la soberanía, tanto de Nicaragua como de Costa Rica.[cita requerida]
- Don Diego Portales
- La divina reclusa

### Relatos
- Cuentos para los niños

## Fallecimiento
Soto Hall falleció en Santa Fe, Argentina el 31 de diciembre de 1943.